# عثنون

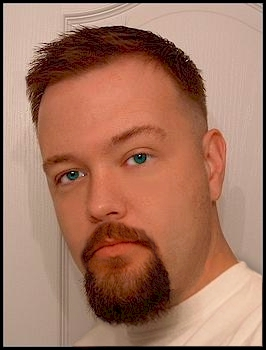
العثنون

العُثْنُون (الجمع: عثانين - الجذر: عثن) أو العُثنونية هو اللحية الصغيرة أسفل الذقن. والاسم المتداول لها هو السكسوكة
و بحسب الموسوعة الشاملة: العثنون ما نبت على الذقن وتحته سفلا وشعيرات طوال عند مذبح البعير والتيس وما تدلى تحت منقار الديك
وفي معلقة طرفة بن العبد:
قال الإمام أبي محمد جعفر السراج الحنبلي صاحب كتاب مصارع العشاق :
وقال في القاموس: العثنون اللحية أو ما فضل منها بعد العارضين ونبت على الذقن وتحته سفلا، أو هو طولها وشعرات طوال تحت حنك البعير.
وهذه القصة الخاصة ما زالت تستع حتى الآن ويستخدمها خاصة الرجال من سكان المملكة العربية السعودية.